# Agathis cama
Agathis cama är en stekelart som beskrevs av Michael J. Sharkey 1998. Agathis cama ingår i släktet Agathis och familjen bracksteklar. Inga underarter finns listade i Catalogue of Life.